# Kaibara Ekken
Kaibara Ekken ali Ekiken (japonsko 貝原 益軒, znan tudi kot Acunobu 篤信), japonski neokonfucijanski filozof in  botanik, * 1630, † 5. oktober 1714.
Nanj je predvsem vplival kitajski obnovitelj in promotor Konfucijeve misli iz 12. stoletja Zhu Xi. Ekken je bil rojen v Fukooki na otoku Kjušu. Čeprav je izhajal iz samurajskega plemstva, je vseskozi ohranjal stike z japonsko družbeno stvarnostjo, tako z intelektualnimi krogi kot s preprostim ljudstvom. Oče ga je poučeval medicino, zgodnji odmik od budizma in preusmeritev v konfucijanstvo, pa je dalo skupaj z njegovimi praktičnimi interesi skrbi za zdravje telesa tudi novo, praktično in tutorialno konfucijansko etiko namenjeno posameznim družbenim skupinam okolja, v katerem je sobival: samurajem, vladarjem, družinam, ženskam in otrokom. 
Tudi okoljska etika, tj. etika sobivanja z naravo, mu ni bila tuja. Človek mora ohranjati naravo, ne pa je uničevati. Ekken se je med drugim ukvarjal tudi z botaniko, proučevanjem in klasificiranjem rastlinskih vrst rastočimi na Japonskem (delo Jamato honzo).